# Galerie Weihergut
Die Galerie Weihergut war eine Kunstgalerie in der Stadt Salzburg. Sie wurde 1980 von Siegfried Karrer gegründet und bis 2018 von ihm geführt. Sie verfügte über eine Ausstellungsfläche von 400 m² in einem bischöflichen Gutshof (Kunsthof Weihergut, Biberngasse in Morzg, Leitung Michael Karrer) und mit einem weiteren Standort von 350 m² in zentraler Altstadtlage in der Linzer Gasse.
2021 wurde die Galerie Weihergut in L.art Galerie umbenannt und am Standort Linzer Gasse 25 weitergeführt.

## Galerie von 1980 bis 2018
Schwerpunkte der Galerie waren die internationale und die österreichische Kunst, von der klassischen Moderne bis zur zeitgenössischen Kunst des 20. und 21. Jahrhunderts. Neben der Entdeckung junger österreichischer Künstler widmete man sich auch der exklusiven Betreuung von Werknachlässen von Künstlern der Klassischen Moderne. Regelmäßig erschienen in der Edition der Galerie druckgraphische Auflagen verschiedener nationaler und internationaler Künstler. Im Eigenverlag der Galerie erschienen bis 2012 etwa 100 Publikationen.
Die Galerie war auf Messen in Paris, Wien, auf der art austria, Salzburg, Düsseldorf, Frankfurt, Gent und Los Angeles zu Gast.

### Ausgestellte Künstler
Ausgestellte Künstler unter Leitung von Siegfried Karrer waren z. B. Pierre Alechinsky, Elvira Bach, Corneille, Sam Francis, Karel Appel, Christo, Antoni Tàpies, Günther Förg, A. R. Penck, Arnulf Rainer, Hundertwasser, Arik Brauer, Hans Staudacher, Valentin Oman.

### Veröffentlichungen (Auswahl)
Die Galerie veröffentlichte unter der Leitung von Siegfried Karrer zu nahezu allen Ausstellungen Ausstellungskataloge unterschiedlichen Umfangs. Zu den bedeutendsten Publikationen gehört ein Werkkatalog zur Bedeutung des Kreuzes im Œuvre von Arnulf Rainer.
- Karl Heinz Ritschel: Der Maler Theodor Kern : (1900–1969). Galerie Weihergut, Salzburger Museum Carolino Augusteum Salzburg, 1990, ISBN 3-901014-04-7.
- Christian Ecker, Wicklungen, Skulpturen, Bilder. Galerie Rackey, Bad Honnef; Galerie Weihergut, Salzburg, Edition Weihergut, Salzburg, 2001, ISBN 3-901125-32-9.
- Thomas Redl 1992–2004. Edition Weihergut, Salzburg, 2005, ISBN 3-85415-367-8.
- Adi Holzer – Welt und Traum: Erinnerungen, bevor alles verweht; Verzeichnis Graphiken von 2003 bis 2008. Siegfried Karrer / Edition Weihergut, Salzburg, 2009, ISBN 978-3-901125-6-3.

## Galerie von 2018 bis 2021
2018 wurden die Galerieräume in der Linzer Gasse von Ulrike Dirmayer übernommen. Der neue Ausstellungsbetrieb begann – nach einer umfassenden Revitalisierung der Räumlichkeiten – am 21. Juli 2018. Hauptaugenmerk der Galerie war die Präsentation zeitgenössischer Künstler mit einem Raum für junge, experimentelle Positionen. Ausstellungen venezolanischer Künstler, die ihre Heimat verlassen haben, ergänzten das Galerieprogramm.
- 2019 ARIK BRAUER

Festspielausstellung zum 90. Geburtstag mit einem neuen Bilderzyklus zu dem Salzburg-spezifischen Thema „Jedermann“ von Hugo von Hofmannsthal

## Nachfolge ab 2021

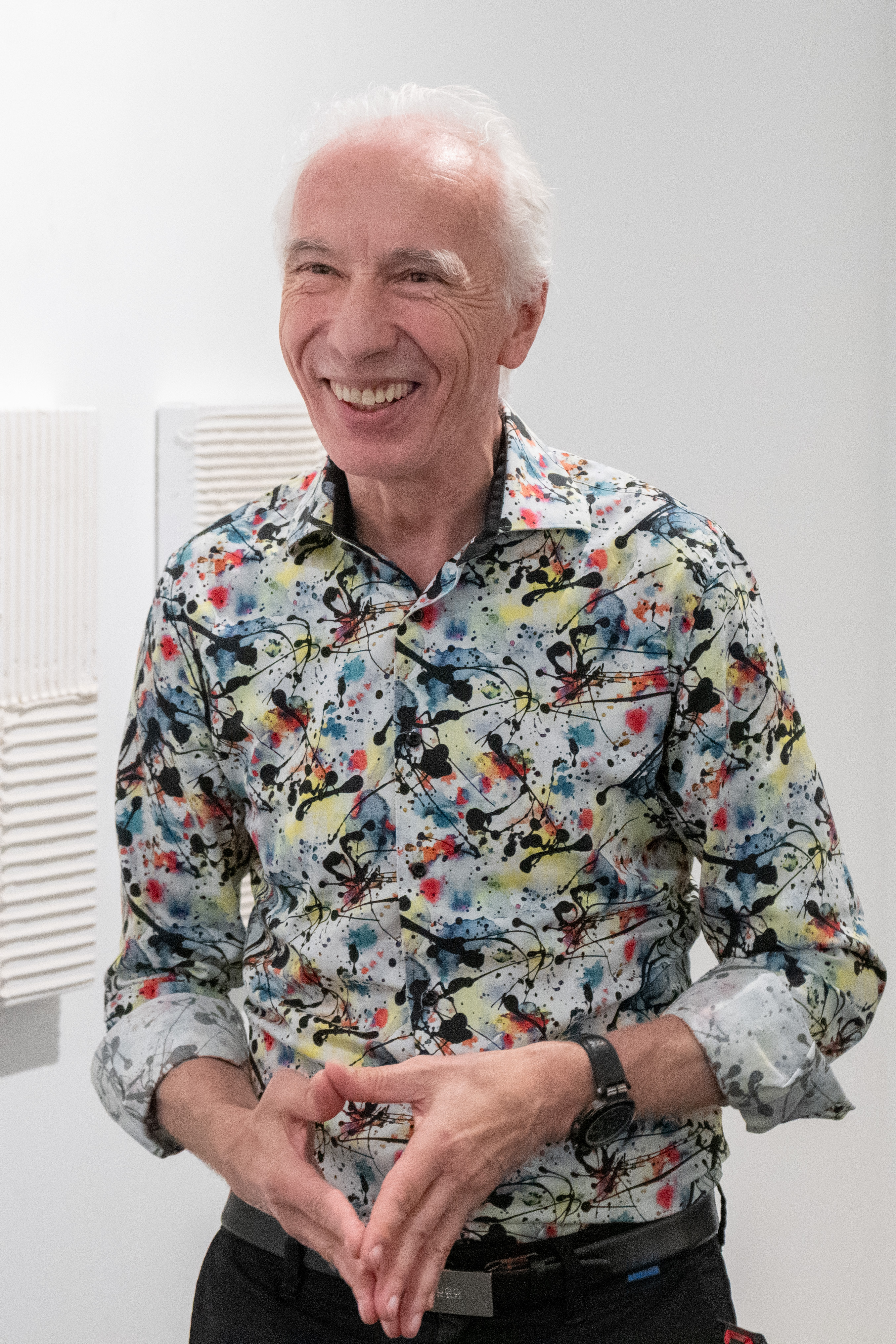
Herwig Loidl (2025)

Nach dem Wechsel des Besitzers wurde die Galerie Weihergut in den Räumen der Linzer Gasse 25 im Juli 2021 in Galerie L art umbenannt. Schwerpunkt sind nun Ausstellungen mit etablierten und jungen Positionen österreichischer Künstler. Eigentümer ist der Unternehmer Herwig Loidl, Galeristin ist Judith Burgstaller-Legat.